# Sidonius von Konstanz
Sidonius von Konstanz († 4. Juli 760 auf der Insel Reichenau) war von 746 bis 760 Bischof von Konstanz und Abt des Klosters Reichenau.

## Hintergrund
„In der Konstanzer Bischofsliste herrscht noch das ganze 7. und im größeren Teil des 8. Jahrhunderts schlimme Verwirrung; […] erst von Sidonius an stehen wir auf dem festen Boden der Geschichte. Erst diesen Kirchenfürsten sehen wir seine Jurisdiktionsgewalt ausüben.“ In frühfränkischer Zeit besaßen die Bischöfe „unbeschränkte Vollmacht über die Klöster“, doch „dieses Rechtsverhältnis erlitt durch den Einbruch der Columbanklöster ins fränkische Reich eine starke Verschiebung.“ Deren Gründung erfolgte „ohne die sonst vorgeschriebene Genehmigung der Bischöfe; auch in disziplinären, vermögensrechtlichen und selbst liturgischen Fragen stellen sich diese Klöster möglichst unabhängig hin und reklamierten für sich Freiheit des Besitzrechtes und freie Abtswahl.“ Sobald Bischöfe ihre Rechtshoheit durchzusetzen versuchten, kam es zu Konflikten und erst als „die Politik Karl Martells und besonders Pippins gerade auf eine Festigung, allseitige Anerkennung und Erweiterung der bischöflichen Rechte hinauslief […,] haben die Konstanzer Bischöfe im 8. Jahrhundert mühelos die zwei mächtigsten Klostergründungen in der Nähe ihres Sitzes in ihre Abhängigkeit gebracht, Reichenau und St. Gallen.“

## Leben
Sidonius war Mönch im Kloster Reichenau. Nach dem Tod von Arnefried wurde Sidonius 746 sowohl dessen Nachfolger als Bischof von Konstanz als auch Abt des Klosters.
Im Mai 757 war er in Compiègne einer der Mitunterzeichner eines Privilegs des Chrodegang, Bischof von Metz und Erzbischof von Austrasien, für die Abtei Gorze. Wahrscheinlich war er auch Teilnehmer der dort zeitgleich stattfindenden fränkischen Reichssynode.
Vermutlich wurde Konstanz, das bislang dem Bistum Besançon zugestanden wurde, unter Sidonius dem Mainzer Sprengel zugeschlagen.

### Sidonius gegen St. Gallen
„Der Streit brach unter Bischof Sidonius aus; sein eigentlicher Verlauf läßt sich nur in unbestimmten Zügen übersehen, da sehr widersprechende Darstellungen der einen Partei, St. Gallens, vorliegen. Der Anlaß für die Katastrophe scheint die Wegnahme von Gütern durch die [fränkischen] Grafen Warin und Ruthart gewesen zu sein; als der tüchtige Abt Otmar deshalb Beschwerde erhob, ließ ihn Bischof Sidonius, angeblich auf die Anklage wegen sittlicher Verfehlungen hin, auf der Insel Werd bei Stein festsetzen, wo er im gleichen Jahr (759) starb.“ Sidonius setzte daraufhin am 16. November 759 den Mönch Johannes zum Abt in St. Gallen ein. Unter Vermittlung des Bischofs Heddo von Straßburg schlossen Sidonius und Johannes entweder Ende 759 oder zu Beginn des Jahres 760 einen Vertrag, der die institutionelle Stellung der Mönchsgemeinschaft in St. Gallen regelte, um die Pertinenz des Konstanzer Bischofsstuhls zu manifestieren und den Karolingern den Zugriff zu ermöglichen. König Karl der Große bestätigte 780 in Worms diesen Vertrag.
Sidonius starb noch 760, sein Nachfolger „wurde Johannes, der bisherige Abt von St. Gallen, der auch Abt der Reichenau wurde, so dass er die Leitung der beiden wichtigsten klösterlichen Niederlassungen in einer Hand vereinigte.“

## Anmerkung
1. ↑  Dass Besitzverletzungen durch Warin vorgekommen sein müssen, ersieht man noch daraus, dass sein Sohn Isanbard 806 zur Sühne für das diesem zugefügte Unrecht größere Schenkungen an das Kloster machte. (J. Sauer: Anfänge des Christentums in Baden, 1911, S. 83 f.)